# Кафр-Касем
Кафр-Касем (араб. كفر قاسم, івр. כַּפְר קָאסִם) — місто в Ізраїлі, яке розташоване в Центральному окрузі. У 2022 році його населення становило 25 285 осіб. 12 лютого 2008 року міністр внутрішніх справ Ізраїлю Меїр Шитріт оголосив Кафр-Касем містом на церемонії, що відбулася в місті.

## Географія
Місто знаходиться в долині Шарон. Розташоване приблизно за 20 км на схід від Тель-Авіва, на ізраїльській стороні «зеленої лінії», що розділяє Ізраїль і Західний берег, у південній частині трикутника, регіоні, в якому ізраїльтяни-араби складають більшість жителів.

## Історія
Місто було засноване у XVIII столітті вихідцями з села Масха, розташованого на кілька кілометрів на схід. 29 жовтня 1956 року, під час Суецької кризи, за порушення комендантської години ізраїльською прикордонною поліцією МАГАВ було вбито 48 жителів села, що стало відомо як «різанина в Кафр-Касем».